# François Jiménez
Pour les articles homonymes, voir Ximénez.
François Jiménez, (en espagnol : Francisco Jiménez), né près d'Alicante en Espagne - décédé à Mexico en Nouvelle-Espagne le 31 juillet 1537, est un missionnaire espagnol franciscain du XVIe siècle envoyé en Nouvelle-Espagne. Il est l'un des membres du groupe dit des Douze Apôtres du Mexique. 

## Biographie
Entré chez les Franciscains dans la province de Saint Gabriel en Espagne après des études en droit canonique, il est choisi en 1523 pour faire partie du groupe de missionnaires envoyé en Nouvelle-Espagne pour y commencer l'évangélisation du Nouveau Monde. Son lieu principal de mission sera la vallée de Puebla. Chose remarquable il est le premier franciscain à être ordonné prêtre en Nouvelle-Espagne. 
Pour évangéliser les indigènes il apprend leur langue. Il semble avoir acquis une excellent maîtrise du nahuatl. Témoin des exactions de plus en plus fréquentes des colons à l'égard des indigènes il aura plusieurs fois mal à partie avec les autorités coloniales pour ses dénonciations. Devenu commissaire général de son ordre en Amérique, il est présenti comme futur évêque du Guatemala, Tabasco et Yucatán. Mais faute de soutien de l'administration coloniale il ne sera jamais ordonné. 
Il est par ailleurs l'auteur d'un catéchisme et d'un lexique en langue locale "Arte, vocabulario y catecismo Megicanos" ainsi que d'une biographie de Martin de Valencia intitulée "Vida y obra de Martín de Valencia"  